# 1-й гвардейский авиационный корпус дальнего действия
1-й гварде́йский авиацио́нный Смоленский ко́рпус авиа́ции да́льнего де́йствия (1-й гв. ак дд) — соединение дальней бомбардировочной авиации Военно-Воздушных сил (ВВС) Вооружённых Сил СССР, принимавшее участие в боевых действиях Великой Отечественной войны.

## Наименования корпуса
- 1-й гвардейский авиационный корпус дальнего действия;
- 1-й гвардейский авиационный Смоленский корпус дальнего действия;
- 1-й гвардейский бомбардировочный авиационный Смоленский корпус;
- 1-й гвардейский бомбардировочный авиационный Смоленско-Берлинский корпус;
- 51-й гвардейский тяжёлый бомбардировочный авиационный Смоленско-Берлинский корпус.

## Создание корпуса
Корпус создан 20 мая 1943 года во исполнение Постановления Государственного Комитета Обороны № ГКО-3275сс от 30 апреля 1943 года

1. Сократить авиадивизии 90-самолётного состава, имеющиеся в авиации ДД, до 60-самолётного состава и сформировать из них авиационные корпуса ДД, по 2 авиадивизии в каждом корпусе.
3. Авиакорпусам ДД, формирующимся из гвардейских авиадивизий — присвоить звание гвардейских авиакорпусов ДД.…
4. Сформировать к 1 июня 1943 года:1 гвардейский авиакорпус ДД (на самолётах ИЛ-4)
6. Назначить: Командиром 1 гвардейского авиакорпуса ДД — генерал-майор авиации тов. Юханова…"— Постановление ГКО № ГКО-3275сс от 30 апреля 1943 года

## Преобразование корпуса
31 декабря 1944 года 1-й гвардейский авиационный Смоленский корпус дальнего действия преобразован в 1-й гвардейский бомбардировочный авиационный Смоленский корпус.

## В действующей армии
В составе действующей армии:
- с 22 мая 1943 года по 31 декабря 1944 года[2], всего 590 дней

## Командир корпуса
- генерал-майор авиации Юханов Дмитрий Петрович[3]. Период нахождения в должности: с 20 мая 1943 года по 19 августа 1944 года
- генерал-лейтенант авиации Юханов Дмитрий Петрович[3]. Период нахождения в должности: с 19 августа 1944 года по 19 декабря 1944 года
- генерал-лейтенант авиации Тупиков Георгий Николаевич[4]. Период нахождения в должности: с 20 декабря 1944 года по 31 декабря 1944 года.

## В составе объединений

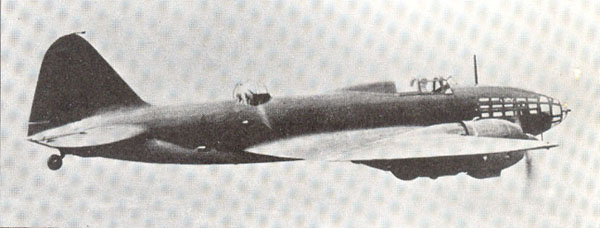
Самолёт корпуса Ил-4

| Объединение               | Период                  |
| ------------------------- | ----------------------- |
| Авиация Дальнего действия | 20.05.1943 — 26.12.1944 |

## Соединения, части и отдельные подразделения корпуса
- 1-я гвардейская авиационная дивизия дальнего действия
  - 2-й гвардейский авиационный Смоленский полк дальнего действия (В-25)
  - 16-й гвардейский авиационный Рижский полк дальнего действия (Ил-4)
- 6-я гвардейская авиационная Сталинградская дивизия дальнего действия
  - 6-й гвардейский авиационный Брянский Краснознамённый полк дальнего действия (Ил-4)
  - 17-й гвардейский авиационный Рославльский полк дальнего действия (Ил-4)
  - 326-й авиационный полк дальнего действия (Ер-2)

## Участие в операциях и битвах
- Орловская операция «Кутузов»[3] — с 12 июля 1943 года по 18 августа 1943 года.
- Смоленско-Рославльская операция[3]— с 15 сентября 1943 года по 2 октября 1943 года.
- Ленинградско-Новгородская операция[3] — с 14 января 1944 года по 1 марта 1944 года.
- Воздушная операция против Финляндии — с 6 февраля 1944 года по 27 февраля 1944 года.
- Витебско-Оршанская операция[3] — с 23 июня 1944 года по 28 июня 1944 года.
- Белорусская операция «Багратион»[3] — с 23 июня 1944 года по 29 августа 1944 года.
- Минская операция[3] — с 29 июня 1944 года по 4 июля 1944 года.
- Полоцкая операция[3] — с 29 июня 1944 года по 4 июля 1944 года.
- Вильнюсская операция[3] — с 5 июля 1944 года по 20 июля 1944 года.
- Рижская операция[3] — с 14 сентября 1944 года по 22 октября 1944 года.
- Таллинская операция[3] — с 17 сентября 1944 года по 26 сентября 1944 года.

## Почётные наименования
- 1-му гвардейскому авиационному корпусу дальнего действия 27 мая 1944 года присвоено почётное наименование «Смоленский»[5].
- 1-й гвардейской авиационной дивизии дальнего действия за отличия в боях при проведении Орловской операции присвоено почётное наименование «Орловская»[5].
- 2-му гвардейскому авиационному полку дальнего действия 25 сентября 1943 года на основании приказа Верховного Главнокомандующего за отличия в боях при форсировании реки Днепр и овладении штурмом городов Смоленск — важнейшего стратегического узла обороны немцев на западном направлении, и Рославль — оперативно важным узлом коммуникаций и мощным опорным пунктом обороны немцев на могилевском направлении присвоено почётное наименование «Смоленский»[6].
- 6-й гвардейской авиационной дивизии дальнего действия 27 мая 1944 года за отличия в боях в Сталинградской битве присвоено почётное наименование «Сталинградская»[5].
- 6-му гвардейскому авиационному полку дальнего действия 27 мая 1944 года за отличия в боях присвоено почётное наименование «Брянский»[5].
- 16-му гвардейскому авиационному полку дальнего действия 31 октября 1944 года за отличие в боях при овладении столицей Советской Латвии городом Рига — важной военно-морской базой и мощным узлом обороны немцев в Прибалтике на основании приказа Верховного Главнокомандующего присвоено почётное наименование «Рижский»[7].
- 17-му гвардейскому авиационному полку дальнего действия 25 сентября 1943 года на основании приказа Верховного Главнокомандующего за отличия в боях при форсировании реки Днепр и овладении штурмом городов Смоленск — важнейшего стратегического узла обороны немцев на западном направлении, и Рославль — оперативно важным узлом коммуникаций и мощным опорным пунктом обороны немцев на могилевском направлении присвоено почётное наименование «Рославльский»[6].

## Статистика боевых действий
За 1944 год корпус, действую ночью на самолётах Ил-4 участвовали в боевых действиях на всех фронтах, а также в вылетах на дальние цели: Берлин, Данциг, Кенигсберг, Будапешт и другие. Интенсивность в вылетах и боевой результат бомбардировочных ударов были удовлетворительны.
За 1944 год корпус выполнил:
| Выполнено самолёто-вылетов | Налёт ночью на Ил-4 | Потеряно своих самолётов | Потеряно личного состав, человек | Сброшено бомб, тонн |
| -------------------------- | ------------------- | ------------------------ | -------------------------------- | ------------------- |
| 7013                       | 26 702              | 70                       | 144                              | 7592                |

| Самолёт Ил-4, состоящий на вооружении полков дивизии | Самолёт 2-го гвардейского бап B-25 |

## Благодарности Верховного Главнокомандующего
Воинам корпуса объявлены благодарности Верховного Главнокомандующего:
- За прорыв обороны немцев на бобруйском  направлении, юго-западнее города Жлобин и севернее города Рогачёв[9].
- За отличие в боях при овладении  столицей Советской Латвии городом Рига – важной военно-морской базой и мощным узлом обороны немцев в Прибалтике[7].